# Tênis nos Jogos Pan-Americanos de 2015
As competições de tênis nos Jogos Pan-Americanos de 2015 foram realizadas entre 10 e 16 de julho no Centro Canadense de Tênis, em Toronto. Foram disputados os torneios individual e em duplas masculino e feminino e o torneio de duplas mistas, totalizando cinco eventos.
Para não conflitar com os jogos da Copa Davis, que teve sua segunda rodada em datas próximas ao Pan, os eventos de tênis começaram antes da cerimônia de abertura para permitir aos tenistas competir em ambos os torneios.

## Calendário
| Julho | 7 | 8 | 9 | 10 | 11 | 12 | 13 | 14 | 15 | 16 | 17 | 18 | 19 | 20 | 21 | 22 | 23 | 24 | 25 | 26 |
| ----- | - | - | - | -- | -- | -- | -- | -- | -- | -- | -- | -- | -- | -- | -- | -- | -- | -- | -- | -- |
| Tênis |   |   |   |    |    |    |    |    | 3  | 2  |    |    |    |    |    |    |    |    |    |    |

|  | Dia de competição |  | Dia de final |

## Medalhistas
Masculino
| Evento           | Ouro                                   | Prata                                        | Bronze                                   |
| ---------------- | -------------------------------------- | -------------------------------------------- | ---------------------------------------- |
| Simples detalhes | Facundo Bagnis ARG Argentina           | Nicolás Barrientos COL Colômbia              | Dennis Novikov USA Estados Unidos        |
| Duplas detalhes  | Nicolás Jarry Hans Podlipnik CHI Chile | Guido Andreozzi Facundo Bagnis ARG Argentina | Gonzalo Escobar Emilio Gómez ECU Equador |

Feminino
| Evento           | Ouro                                     | Prata                                          | Bronze                                       |
| ---------------- | ---------------------------------------- | ---------------------------------------------- | -------------------------------------------- |
| Simples detalhes | Mariana Duque Mariño COL Colômbia        | Victoria Rodríguez MEX México                  | Mónica Puig PUR Porto Rico                   |
| Duplas detalhes  | Gabriela Dabrowski Carol Zhao CAN Canadá | Victoria Rodríguez Marcela Zacarías MEX México | María Irigoyen Paula Ormaechea ARG Argentina |

Misto
| Evento          | Ouro                                         | Prata                                       | Bronze                                          |
| --------------- | -------------------------------------------- | ------------------------------------------- | ----------------------------------------------- |
| Duplas detalhes | Guido Andreozzi María Irigoyen ARG Argentina | Philip Bester Gabriela Dabrowski CAN Canadá | Verónica Cepede Royg Diego Galeano PAR Paraguai |

## Quadro de medalhas
| Ordem | País               | Medalha de ouro | Medalha de prata | Medalha de bronze |    |
| ----- | ------------------ | --------------- | ---------------- | ----------------- | -- |
| 1     | ARG Argentina      | 2               | 1                | 1                 | 4  |
| 2     | CAN Canadá         | 1               | 1                |                   | 2  |
| 2     | COL Colômbia       | 1               | 1                |                   | 2  |
| 4     | CHI Chile          | 1               |                  |                   | 1  |
| 5     | COL Colômbia       |                 | 2                |                   | 2  |
| 6     | ECU Equador        |                 |                  | 1                 | 1  |
| 6     | PAR Paraguai       |                 |                  | 1                 | 1  |
| 6     | PUR Porto Rico     |                 |                  | 1                 | 1  |
| 6     | USA Estados Unidos |                 |                  | 1                 | 1  |
| TOTAL | TOTAL              | 5               | 5                | 5                 | 15 |